# Pherepedaliodes suffumata
Pherepedaliodes suffumata är en fjärilsart som beskrevs av Otto Staudinger 1897. Pherepedaliodes suffumata ingår i släktet Pherepedaliodes och familjen praktfjärilar. Inga underarter finns listade i Catalogue of Life.